# Talübergang Zschopau

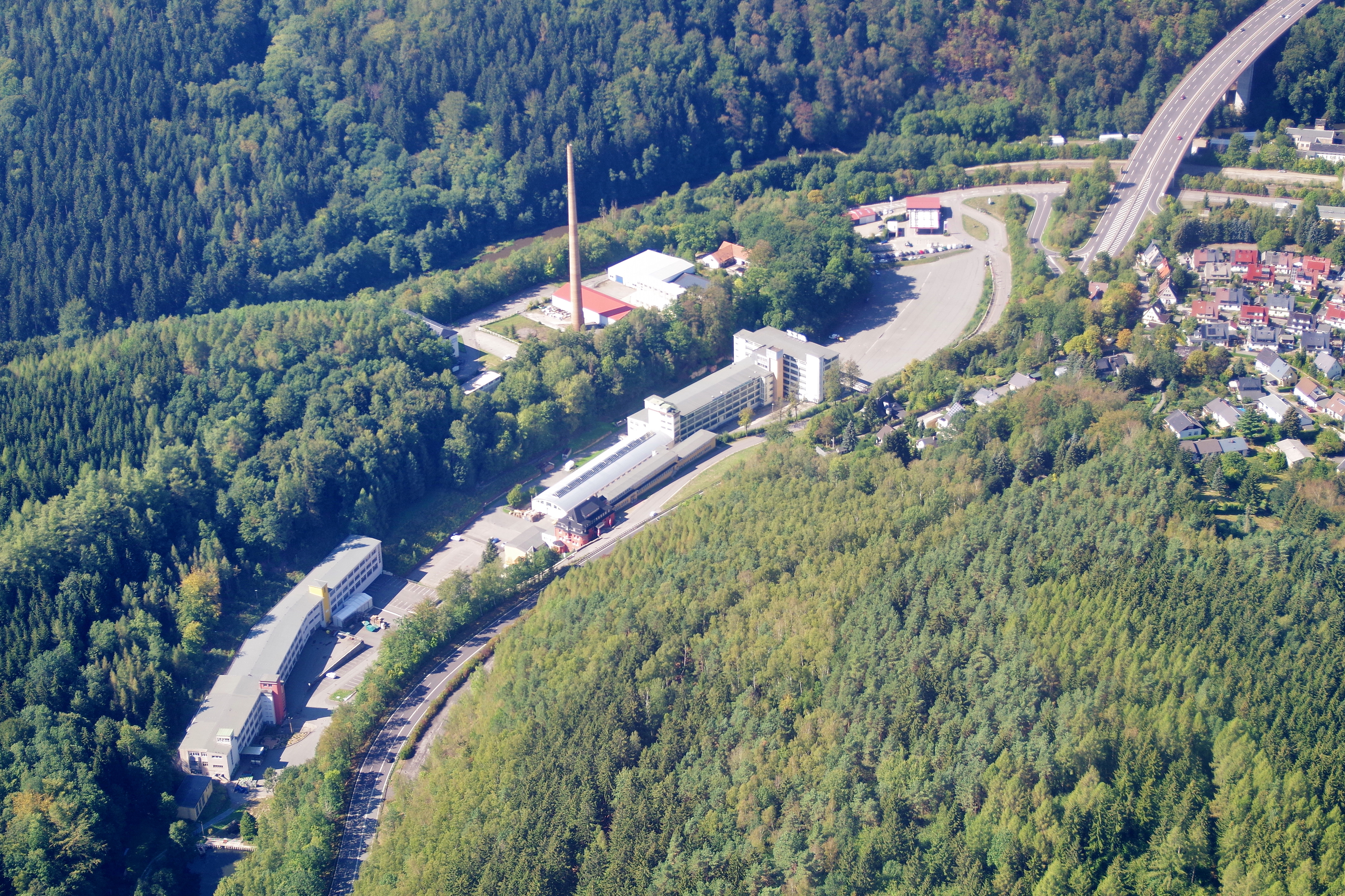
Talübergang Zschopau (oben rechts) und die Bundesstraße 174 Richtung Marienberg (unten links)

Der Talübergang Zschopau der Bundesstraße 174 bei Chemnitz (Sachsen) ist mit 408 Meter Länge eine der wichtigsten Talübergänge Ostdeutschlands. Die Brücke wurde 1994–97 als Kernstück der 7 km langen Ortsumfahrung von Zschopau – Gornau errichtet und verkürzte die Fahrzeiten zur tschechischen Grenze erheblich.
Der vierspurige Ausbau wurde in Hinblick auf die EU-Erweiterung 2004 vorgenommen. Die Öffnung des Grenzübergangs Reitzenhain für den LKW-Verkehr zog tatsächlich einen deutlichen Anstieg des Verkehrsaufkommens nach sich und bestätigte die Notwendigkeit einer Neutrassierung dieser Hauptverbindung zum Erzgebirge, die mit der Verlängerung des Südrings in Chemnitz auch eine Anbindung an die Bundesautobahn 72 erhielt.

## Bauweise
Das durch die topografischen Verhältnisse sehr anspruchsvolle, 28 m breite Bauwerk hat eine Gesamtstützweite von 407,7 m, eine Hauptöffnung von 121 m und ein Längsgefälle von 6 Prozent. Die talbeherrschende Brücke verläuft 37 m überm Gelände und quert auch eine 23 m mächtige Mülldeponie, was bei der Fundierung mittels Bohrpfahlgründung zu berücksichtigen war. Ähnlich schwierig war auch trotz geringerer Länge der Bau der Schwarztalbrücke.
Die Herstellung des Haupttragwerks erfolgte im Freivorbau (Vorkragung bis 5 Meter) und die Vorspannung des Betons nach dem Dywidag-Litzenspannverfahren. Den Regelquerschnitt bilden zwei in Längsrichtung getrennte Spannbeton-Hohlkästen für die Richtungsfahrbahnen Chemnitz und Zschopau. Die bis 50 m hohen Brückenpfeiler (Querschnitt je 2-mal 7,5 × 1,5 m) wurden im Kletterverfahren à 4 Meter errichtet: die Pfeilertische messen 8 Meter. Im Flussbereich waren massive Stützwände erforderlich. Die Baukosten der 1997 eröffneten Brücke lagen um 30 Millionen DM.

## Geschichtsträchtige Route
Die Bundesstraße 174 folgt im Wesentlichen einem alten Handelsweg, der das Leipziger Gebiet über das Erzgebirge mit Prag verband sowie böhmische und deutsche Bergstädte (u. a. Silberbergbau) tangierte. Seit etwa 1100 sicherte die Burg Wildeck die wichtige Furt über die Zschopau und seit 1516 das zugehörige Geleitrecht. Noch während man um 1813 die Holzkonstruktion durch eine Steinbrücke ersetzte, näherten sich einige Koalitionsheere der napoleonischen Kriege. Im Vorfeld der Völkerschlacht bei Leipzig passierten 14.000 Gespanne der alliierten österreichischen, russischen und preußischen Armeen diese Brücke.
Schon 100 Jahre zuvor wurde der Fahrpostkurs Chemnitz–Prag eingerichtet und bald mit Sachsens Meilensäulen gekennzeichnet, von denen noch drei (eine nahe der neuen Brücke) erhalten sind. Um 1800 wurde die Route wegen zunehmender Industrialisierung zur Chaussee ausgebaut und 1939 als Reichsstraße 174 über Komotau bis Prag verlängert. Der Grenzübergang Reitzenhain wurde aber 1945 von der CSSR geschlossen. Vor der Wiedereröffnung 1978 wurde ab 1976 die Strecke im Tischautal bis einschließlich Hohndorf dreispurig ausgebaut.